# Straszakowate (rodzina ssaków)
Straszakowate, straszaki, podbródnikowate (Mormoopidae) – rodzina ssaków z podrzędu mroczkokształtnych (Vespertilioniformes) w rzędzie nietoperzy (Chiroptera) obejmująca dwa rodzaje liczące w sumie 10 gatunków, z czego dwa uznawane są za wymarłe.

## Rozmieszczenie geograficzne
Straszakowate występują na terenach rozciągających się od Brazylii do południowej części Stanów Zjednoczonych.

## Charakterystyka
Charakterystyczny jest wygląd ich pyska – duże wargi, długie włosy przypominające wąsy i rozbudowany nos. Małe oczy, kształt i wielkość uszu różnią się w obrębie poszczególnych gatunków. Futro zazwyczaj brązowe lub czerwonobrązowe. Zwierzęta żywią się owadami, najchętniej żyją w pobliżu wody.

## Systematyka
Do rodziny należą dwa występujące współcześnie rodzaje:
- Mormoops Leach, 1821 – straszak
- Pteronotus J.E. Gray, 1838 – wąsoliczek

Opisano również wymarły rodzaj z oligocenu:
- Koopmanycteris G.S. Morgan, Czaplewski & Simmons, 2019 – jedynym przedstawicielem był Koopmanycteris palaeomormoops  Morgan, Czaplewski & Simmons, 2019